# Sur Chico
El Sur Chico se le denomina a la zona sur del departamento de Lima, comprendida por la provincia de Cañete, y zonas del departamento de Ica, en el Perú.

## Extensión
El Sur Chico abarca la provincia de Cañete, en el departamento de Lima, y las provincias del departamento de Ica (Chincha, Pisco, Ica, Palpa  y Nazca). Asimismo, es conocido como Sur Medio peruano.
El origen de la denominación se da por la cercanía con Lima (la capital de la república), siendo prácticamente ciudades satélites de la gran metropolí, inclusive algunos distritos del departamento de Arequipa como Acarí, Yauca o Chala dependen comercial y energéticamente de las ciudades iqueñas de Nasca y Marcona en el departamento de Ica, extendiéndose la denominación hasta la provincia de Caravelí. 
No es un término oficial ni una división político-administrativa de los departamentos de Ica y Lima. Por lo tanto, su uso es de origen popular. De hecho, condominios y áreas urbanizadas instaladas en los sectores limeños de Lurín, Punta Hermosa, San Bartolo, Punta Negra, Punta Rocas, Pucusana, Mala, Asia y San Vicente de Cañete recurren a este término para fines comerciales.

## Atractivos
Es una de las zonas más visitadas por turistas limeños y extranjeros, aunque también por la residencia durante el verano (especialmente por gente limeña de mayor estatus socioeconómico, así como artistas, cantantes, deportistas, etc). El desierto y los amplios espacios logran apoyar el turismo de la zona. 
Entre sus atractivos están:
- Lunahuaná
- Reserva Nacional de Paracas
- Chilca
- Calango
- Boulevard de Asia
- Pisco
- Chincha
- Líneas de Nazca
- Casa Hacienda de San José

Además, la zona es una de las preferidas para las ediciones de campeonatos deportivos como: el Rally Dakar, Juegos Panamericanos del 2019, Campeonato Mundial de Surf, Copa América de Futbol Playa, etc. Y para el empresariado para reuniones, foros y fiestas importantes como el CADE; así como para la actividad industrial y de construcción de conjuntos habitacionales como ciudades satélites.